# Ясна Хорват
Ясна Хорват (на хърватски: Jasna Horvat) е хърватска писателка, мултимедийна художничка, теоретик на културата и учен в областта на количествената икономика. Пише романи, есета, книги за деца и младежи и научни и професионални трудове от два научни клона (социален и хуманистичен). Повечето от нейните романи са оценени като разказ в литературната форма улипо.

## Биография и творчество
Ясна Хорват е родена на 27 декември 1966 г. в Осиек, Социалистическа република Хърватия. Следва в Икономическия факултет в университета в Осиек, който завършва през 1989 г. След дипломирането си работи като асистент в Катедрата по кибернетика, математика и статистика. След завършване на следдипломното си обучение получава магистърска степен в Икономическия факултет през 1992 г. и защитава пак там докторска степен на 26 май 1997 г.
В научнана си дейност ръководи няколко научни проекта и в резултат на един от тях е изграден и ръководи CATI център – изследователски сайт за събиране, анализ и интерпретация на статистически данни. Участва в множество научни конференции в областта на социалните и хуманитарните науки. Въз основа на нейните научни разработки през 2012 г. е утвърдена за научен съветник и професор областта на социалните науки, областите на икономиката, и научните клонове на количествената икономика. Редовен преподанател е в Икономическия факултет в Осиек. Тя е основател и вицепрезидент на „Andizeta“ – институт за научни и художествени изследвания в творческата индустрия.
Започва литературната си работа в края на 90-те години в сътрудничество с Детския театър „Бранко Михалевич“ в Осиек.
Първият цикъл от литературното ѝ творчество поетично интерпретира митологични теми – „Изгубената фея“ от 2002 г., „Разказите на Алемперка“ от 2005 г. и „Светулки“ от 2009 г. Епистоларният ѝ роман „Писмо в писмо“ от 2008 г., съавторство с Ирена Върклян, дава началото на втория ѝ цикъл – „Az“, „Bizarre“, „Auron“, „Vilikon“ и „Aliquot“, който е под влиянието на OULIPO – група от предимно френски писатели (и математици) пишещи в есперименталната литературна форма – улипо.
Във втория ѝ цикъл произведенията ѝ са изградени чрез задаване на различни ограничения от математически характер, вградени във всички детерминанти на текста – в „Az“ ограничението е глаголическата система от букви, в „Bizarre“ то е представено от съюзи, които обясняват начините, по които знаците се отнасят към град Осиек, в „Auron“ това е код за красота, изразен чрез елементите на последователността на Фибоначи, във „Vilikon“ на читателя се предлага да прочете текста след магическия квадрат дванадесет, а в „Aliquot“ – романа има множество окончания – истинските окончания са тези, на които номерирането на главите може да бъде разделено без остатък. Романите-студии обединяват науката и изкуството и по този начин допринасят за популяризирането на хърватското културно наследство по оригинален начин.
Литературният дискурс на Ясна Хорват се характеризира с поставяне под съмнение на литературните потенциали, вдъхновение със съдържание на наследството и необичайно въображение. Нейните творби са заети с истории за хърватското културно наследство и неговото признаване извън националните му граници, като тези за деца, така и за възрастни.
Удостоена е с наградата „Йосип Юрай Щросмайер“ на Хърватската академия на науките и изкуствата за литература през 2010 г. и с наградата Печат на град Осиек през 2011 г. за принос към литературата и популяризиране на културата.
Тя е член на Дружеството на хърватските писатели, на Хърватското дружество на изследователите на детската литература, на „Матица Хърватска“ и на Хърватското статистическо дружество.
Ясна Хорват живее със семейството си в Осиек.

## Произведения

### Художествена литература
- Izgubljena vila (2002)
- Alemperkina kazivanja (2005)
- Pismo u pismu (2008) – с Ирена Върклян
- Krijesnici (2009)
- Az (2009) – награда на Хърватската академия на науките и изкуствата
- Bizarij (2009)
- Auron (2011)
- Vilikon (2012)
- Alikvot (2014)
- Antiatlas (2014)
- Vilijun (2016)
- Atanor (2017)
- Ars Andizetum (2018) – с Йосип Мийоч и Ана Зърнич
- OSvojski (2019) – награда „Йосип и Иван Козарац“
- Istraživački SPaSS (2019) – с Йосип Мийоч
- Ars Eugenium (2019) – с Лука Готовац
- Antiradar (2020)

### Документалистика
- Statistika s pomoću SPSS/PC+ (1995)
- Nevidljivo nakladništvo (2012) – с Нивес Томашевич
- Osnove statistike (2012, 2014) – с Йосип Мийоч